# Плекунов, Владимир Иванович
Владимир Иванович Плекунов (17 июля 1923 — 6 января 2001) — художник театра, народный художник БАССР (1964), Заслуженный деятель искусств РСФСР (1969).

## Биография
Владимир Иванович Плекунов родился 17 июля 1923 года в селе Козловка Лопатинского района Пензенской области. В 1941 г. окончил театрально-декорационное отделение художественного училища в г. Саратове (преп. Е. К. Щаблевский).
Участник Великой Отечественной войны. После ранения (1942) до 1949 г. работал в театре оперы и балета г. Саратова.
В 1949 после стажировки в Большом театре Москвы у Ф. Ф. Федоровского был направлен в Башкирский государственный театр оперы и балета. С 1949 г. жил в г. Уфе, работал в Башкирском театре оперы и балета.
Художник театра. Оформил более 400 спектаклей. Член Союза художников с 1966 г. Заслуженный деятель искусств РСФСР, 1969. Народный художник БАССР, 1964. Заслуженный деятель искусств БАССР, 1953. С 1987 года — главный художник ДК «Нефтяник» (Уфа). Удостоен Государственной премии им. Салавата Юлаева (1980).
Произведения Плекунова хранятся в БГХМ им. М. В. Нестерова (Уфа), частных коллекциях.
Скончался в 2001 году в Уфе. На доме в Уфе, где жил художник, установлена мемориальная доска.

## Работы
Оформил более 400 балетных и оперных спектаклей в разных городах России и за рубежом:
Эскизы декораций к опере Д. Пуччини «Чио-Чио-Сан», бум. гуашь, 1947. Эскизы декораций к балету Ц. Пуни «Конек-Горбунок», бум. гуашь, 1949. Эскизы декораций к балету А. Крейна «Лауренсия», к. гуашь, 1951. Эскизы декораций к балету Ц. Пуни, С. Василенко «Эсмеральда», к. гуашь, 1952. Эскизы декораций к балету Н. А. Римского-Корсакова «Шахерезада», к. гуашь, 1953, 1978 (Душанбе). Эскизы декораций к опере Н. А. Римского-Корсакова «Царская невеста», к. гуашь, 1953, 1969. Эскизы декораций к балету Б. Асафьева «Бахчисарайский фонтан», бум. гуашь, 1954, 1957. Эскизы декораций к опере И. И. Дзержинского «Тихий Дон», х. м., 1955, 1964, (Душанбе). Эскизы декораций к опере А. С. Даргомыжского «Русалка», бум. акв., гуашь, 1956, 1976. Эскизы декораций к опере Т. Хренникова «В бурю», к. м., 1957. Эскизы декораций к опере А. Г. Рубинштейна «Демон», бум. гуашь, 1957. Эскизы декораций к опере П. И. Чайковского «Чародейка», к. м., 1958. Эскизы. декораций к балету А. К. Глазунова «Раймонда», бум. гуашь, 1958. Эскизы декораций к опере Д. Верди «Трубадур», к. м., 1959. Эскизы декораций к опере 3. Исмагилова «Кодаса», бум. акв., 1959, 1972 (Алма-Ата), 1976. Эскизы декораций к опере Р. Леонкавалло «Паяцы», х. м., 1959, 1973. Эскизы декораций к балету Л. Минкуса «Дон Кихот», бум., гуашь, 1960, 1971. Эскизы декораций к балету А. Адана «Жизель», к. гуашь, 1961. Эскизы декораций к опере Ю. Мейтуса «Братья Ульяновы», к. м., 1962. Эскизы декораций к опере А. Э. Спадавеккиа «Овод», х. м., 1963. Эскизы декораций к балету Н. Сабитова «Буратино», х. м., 1964. Эскизы декораций к балету С. Прокофьева «Ромео и Джульетта», х. м., 1964. Эскизы декораций к опере П. И. Чайковского «Пиковая дама», х. м., 1964. Эскизы декораций к балету А. Адана и Л. Делиба «Корсар», бум. акв., 1964, 1965 (Саратов), 1968 (Горький). Эскизы декораций к балету Н. Сабитова «Гюльназира», х. м., 1965. Эскизы декораций к опере Д. Пуччини «Тоска», бум. акв., 1965. Эскизы декораций к опере Ж. Бизе «Искатели жемчуга», бум, акв., 1965. Эскизы декораций к опере А. Бородина «Князь Игорь», бум. акв., 1966. Эскизы декораций к опере А. Холминова «Оптимистическая трагедия», к. м., 1967. Эскизы декораций к опере А. Холминова «Анна Снегина», к. гуашь, 1967. Эскизы декораций к опере Д. Верди «Дон Карлос», к. м, 1968. Эскизы декораций к балету П. И. Чайковского «Щелкунчик», бум. акв., 1968, 1976. Эскизы декораций к опере X. Ахметова «Современники», бум. акв., гуашь, 1970, Эскизы декораций к опере Ш. Гуно «Фауст», к. м., 1961, 1970. Эскизы декораций к балету П. И. Чайковского «Спящая красавица», бум. акв., 1972. Эскизы декораций к опере Н. А. Римского-Корсакова «Сказка о царе Салтане», бум. гуашь, 1973. Эскизы декораций к балету П. И. Чайковского «Лебединое озеро», бум. гуашь, 1974 (Горький), 1978. Эскизы декораций к опере Ж. Бизе «Кармен», к. гуашь, 1975. Эскизы декораций к опере А. А. Нестерова «Летят журавли», бум. акв., гуашь, 1975. Эскизы декораций к опере Д. Пуччини «Богема», к. гуашьт 1976. Эскизы декораций к опере В. Мурадели «Октябрь», бум. акв., гуашь, 1977. Эскизы декораций к балету С. Прокофьева «Золушка», бум, гуашь, 1977.
Оформление праздничного концерта в г. Уфе, посвященного 100-летию со дня рождения В. И. Ленина, 1970. Оформление праздничных концертов в дни декады башкирского искусства в Кара-Калпакской АССР, Нукус, 1976.
Плекунов оформлял также спектакли в Челябинске, Куйбышеве, Саратове, Душанбе, Алма-Ате.

## Выставки
- Выставка произведений художников Поволжья, Саратов, 1946.
- Выставка «Всесоюзный смотр творческой молодёжи театров», Москва, 1947.
- Республиканские, Уфа, с 1949 г. на всех, кроме молодёжных.
- Декадная выставка произведений художников БАССР, Москва. 1955.
- Декадная выставка произведений художников БАССР, Москва, Ленинград, 1969.
- Зональные выставки «Урал социалистический»: Пермь, 1967; Челябинск, 1969; Уфа, 1974.
- Всероссийская выставка театрально-декорационного искусства, Москва, 1957.
- Выставка произведений художников театра, Москва, 1969.
- Межобластная выставка работ художников-декораторов, Уфа, 1970.
- Всероссийская художественная выставка «Советская Россия», посвященная 100-летию со дня рождения-В. И. Ленина, Москва, 1970.
- Выставка произведений художников 3-х зон, Москва, 1971.
- Выставка произведений художников театра, Москва, 1973.
- Всероссийская художественная выставка. «Советская Россия-5», Москва, 1975.

## Награды
- Орден Отечественной войны II степени.
- Орден «Знак Почёта» (8 июня 1955).
- Медаль «За победу над Германией в Великой Отечественной войне 1941—1945 гг.» (1946).
- Медаль «За оборону Москвы» (1945).
- Юбилейная медаль «Двадцать лет Победы в Великой Отечественной войне 1941—1945 гг.» (1965).
- Юбилейная медаль «Тридцать лет Победы в Великой Отечественной войне 1941—1945 гг.» (1975).
- Юбилейная медаль «50 лет Вооружённых Сил СССР» (1968).
- Медаль «В ознаменование 100-летия со дня рождения Владимира Ильича Ленина» (1970).
- Заслуженный деятель искусств РСФСР (1969).
- народный художник БАССР (1964).
- Почетная грамота Президиума Верховного Совета БАССР (1973).
- Почетная грамота Президиума Верховного Совета БАССР (1976).